# Mim becut cul-roig
El mim becut cul-roig (Toxostoma crissale) és un ocell de la família dels mímids (Mimidae).

## Hàbitat i distribució
Habita matollar del desert i chaparral des del sud-est de Califòrnia, sud de Nevada, sud-oest d'Utah, nord-oest i centre d'Arizona, centre de Nou Mèxic i oest de Texas cap al sud fins al nord-est de Baixa Califòrnia, centre de Sonora, centre de Chihuahua, i localment cap al sud, a l'Altiplà Mexicà.